# THE BEST “Blue”
『THE BEST “Blue”』は、Kalafinaのベスト・アルバム。2014年7月16日にSME Recordsから発売された。

## 概要
『THE BEST “Red”』と同時発売された、Kalafinaとしては初のベストアルバム。
2枚目のシングル『sprinter/ARIA』から14枚目のシングル『君の銀の庭』までのオリジナル曲の中から、アニメのタイアップ曲を中心に厳選された14曲と、本アルバム初収録でテレビアニメ『アルドノア・ゼロ』のオープニングテーマの「heavenly blue」を収録している。なお、同曲は同年8月6日にリカットシングルとしてもリリースされている。
CDの販売形態は通常盤と初回生産限定盤の2種仕様で、初回生産限定盤に付属するBDには、2014年1月26日に開催された『リスアニ!LIVE 4 SUNDAY STAGE』の模様が収録されている。

## 収録曲
（全作詞・作曲・編曲：梶浦由記）
1. storia (3:37)
NHK『歴史秘話ヒストリア』オープニングテーマ
5thシングル。
2. 君の銀の庭 (5:06)
劇場版アニメ『劇場版 魔法少女まどか☆マギカ [新編] 』エンディングテーマ
14thシングル。
3. Red Moon(6:39)
2ndアルバムの表題曲。
4. Magia (5:12)
テレビアニメ『魔法少女まどか☆マギカ』エンディングテーマ
9thシングル。
5. seventh heaven (6:13)
劇場版『空の境界』第七章 主題歌
1stアルバムの表題曲。
6. signal (4:59)
4thアルバム収録曲。
7. 夏の林檎 (4:03)
1stアルバム収録曲。
8. sprinter (5:04)
劇場版『空の境界』第五章 主題歌
2ndシングル。
9. I have a dream (5:57)
2ndアルバム収録曲。
10. 未来 (4:32) 
劇場版アニメ『劇場版 魔法少女まどか☆マギカ [前編] 始まりの物語』挿入歌
12thシングルのカップリング。
11. 満天 (5:14)
テレビアニメ『Fate/Zero』第18話、第19話エンディングテーマ
10thシングルのカップリング。
12. snow falling (4:40)
9thシングルのカップリング。
13. to the beginning (4:16)
テレビアニメ『Fate/Zero』第2クールオープニングテーマ
10thシングル。
14. symphonia (5:44)
NHK『歴史秘話ヒストリア』エンディングテーマ
3rdアルバム収録曲。
15. heavenly blue (5:20)
テレビアニメ『アルドノア・ゼロ』オープニングテーマ
新曲。
15thシングル。